# Zèko
Zèko è un arrondissement del Benin situato nella città di Za-Kpota (dipartimento di Zou) con 6.386 abitanti (dato 2006).